# Strażnica KOP „Prosowce”

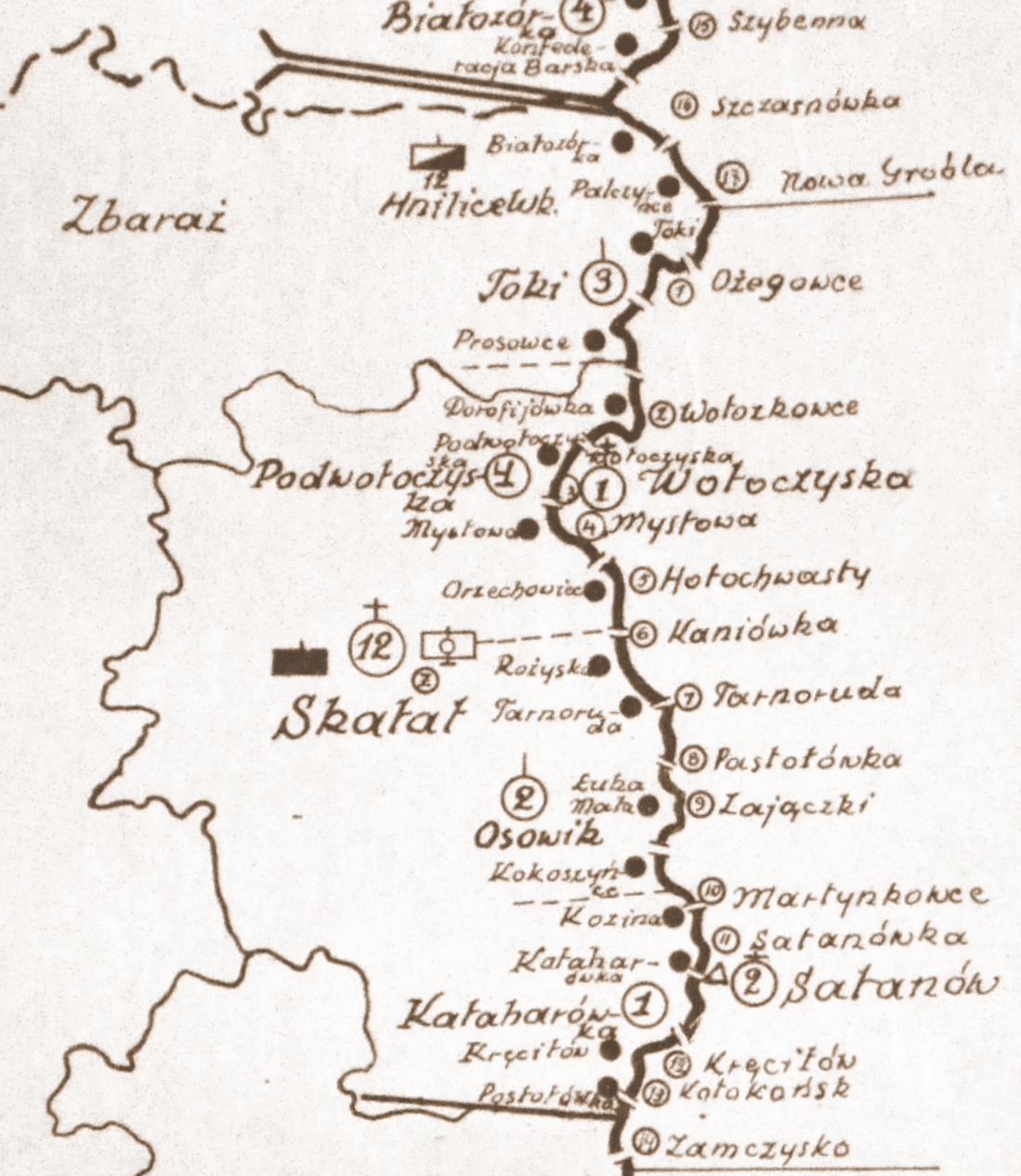
Rozmieszczenie batalionu KOP „Skałat” w 1931

Strażnica KOP „Prosowce” – zasadnicza jednostka organizacyjna Korpusu Ochrony Pogranicza pełniąca służbę ochronną na granicy polsko-sowieckiej.

## Formowanie i zmiany organizacyjne
W 1925, w składzie 4 Brygady Ochrony Pogranicza, został sformowany 12 batalion graniczny. W 1928 w skład batalionu wchodziło 17 strażnic. W latach 1928–1934 w strukturze organizacyjnej 3 kompanii granicznej KOP „Toki” funkcjonowała strażnica KOP „Prosowce” . W komunikacie dyslokacyjnym z 1938 nie występuje. Strażnica liczyła około 18 żołnierzy i rozmieszczona była przy linii granicznej z zadaniem bezpośredniej ochrony granicy państwowej.
W 1932 obsada strażnicy zakwaterowana była w budynku popolicyjnym.

## Służba graniczna
Podstawową jednostką taktyczną Korpusu Ochrony Pogranicza przeznaczoną do pełnienia służby ochronnej był batalion graniczny. Odcinek batalionu dzielił się na pododcinki kompanii, a te z kolei na pododcinki strażnic, które były „zasadniczymi jednostkami pełniącymi służbę ochronną”, w sile półplutonu. Służba ochronna pełniona była systemem zmiennym, polegającym na stałym patrolowaniu strefy nadgranicznej, wystawianiu posterunków alarmowych, obserwacyjnych i kontrolnych stałych, patrolowaniu i organizowaniu zasadzek w miejscach rozpoznanych jako niebezpieczne, kontrolowaniu dokumentów i zatrzymywaniu osób podejrzanych, a także utrzymywaniu ścisłej łączności między oddziałami i władzami administracyjnymi.
Strażnica KOP „Prosowce” w 1932 ochraniała pododcinek granicy państwowej szerokości 6 kilometrów 600 metrów od słupa granicznego nr 1886 do 1893.
Wydarzenia:
- W dniach od 27 maja do 19 czerwca 1925 dowódca KOP przeprowadził inspekcję pododdziałów granicznych. W swoim rozkazie dziennym napisał między innymi: Strażnica Prosowce. Dziennik wydarzeń dotychczas nie założony. W strażnicach należy prowadzić dzienniki wydarzeń w formie kroniki[10].

Sąsiednie strażnice:
- strażnica KOP „Toki” ⇔ strażnica KOP „Dorofijówka” – 1928[2], 1929[3], 1931[4] , 1932[5], 1934[6]